# Raut
Il monte Raut (2 025 m s.l.m.) è una delle più alte montagne della catena delle Prealpi Carniche. Il suo nome, in friulano, significa rododendro. Dalla sua vetta si possono ammirare panorami spettacolari sia guardando verso le Dolomiti Friulane che verso la pianura, fino al mare. Esso domina in maniera imponente il sottostante abitato di Andreis. Sulla sommità del monte è collocata una grande croce metallica di colore rosso fuoco, alla quale è fissato il contenitore del libro di vetta. Fa parte del Parco naturale delle Dolomiti Friulane.

## Vie di risalita
Esistono cinque vie di risalita principali, di diversa difficoltà ma tutte escursionistiche, di cui tre segnate dal CAI.

### Via comune (da forcella di Pala Barzana)
Dislivello: 1190
Segnavia: CAI 967
Partenza: forcella di Pala Barzana

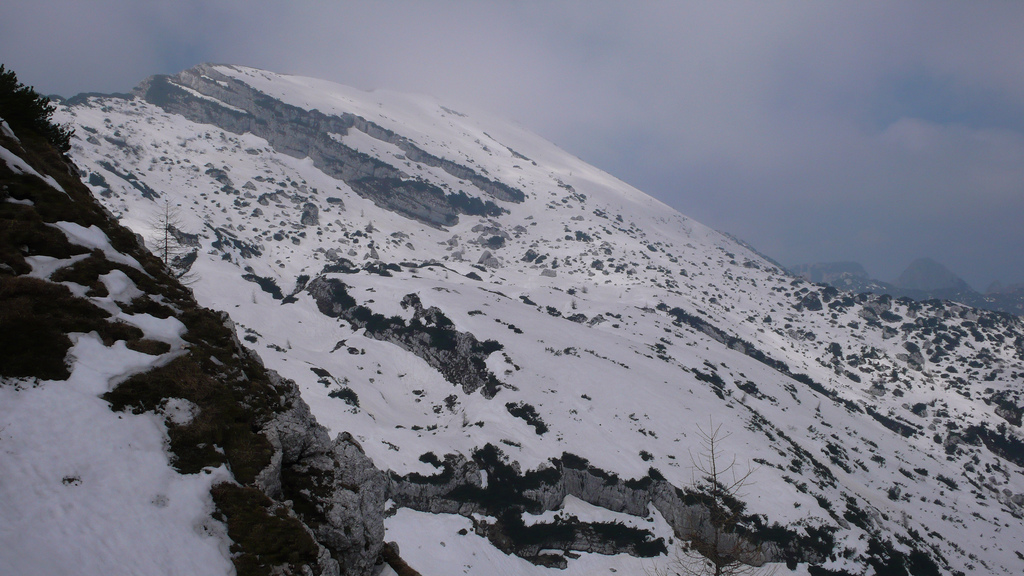
Il Raut dalla via normale nei pressi di forcella Capra

È la via più breve e frequentata. Essa si sviluppa principalmente lungo i ripidi pratoni del versante sud-est del monte.

### Da Pian delle Merie
Dislivello: 1460
Segnavia: CAI
Partenza: Pian delle Merie (Frisanco)
Si tratta di una variante più impegnativa rispetto alla via comune, nella quale si innesta dopo aver attraversato dei pratoni molto ripidi situati più ad est rispetto alla via comune.

### Dal Lago di Selva
Dislivello: 1410
Segnavia: CAI 967
Partenza: Lago di Selva
È la via con lo sviluppo più lungo, ma anche la meno ripida e più tranquilla - anche se raggiungere in auto il Lago di Selva può risultare scomodo.

### Via dei Cacciatori di Andreis
Dislivello: 1600
Segnavia: sentiero naturalistico Plangiaria - Albins in fase iniziale, poi occasionali bollini. È necessaria capacità di orientamento.
Partenza: Sottanzas (Andreis)
È la via più faticosa e labirintica per la conquista della vetta del Raut, ma anche la più spettacolare e remunerativa: si svolge in un ambiente selvaggio, con davanti agli occhi un costante panorama mozzafiato.

### Val Susaibes (per la Cengla da la Dova)
Dislivello: 1600 (+ circa 100 per perdite di quota)
Segnavia: sentiero naturalistico M. Ciavac in fase iniziale, poi occasionali bollini. È necessaria capacità di orientamento.
Partenza: Sott'anzas (Andreis)
È una via di risalita lunga e faticosa (anche se percorsa in discesa!), ma lo spettacolo offerto dalla selvaggia Val Susaibes ripaga ampiamente dello sforzo. Si segue inizialmente, con partenza dalla frazione di Sott'Anzas, il sentiero naturalistico Monte Ciavac fino al suo punto più alto: il sentiero continua a sx in discesa, va presa una traccia sulla destra che si fa largo tra qualche schianto.
Si seguono occasionali bollini e si oltrepassano alcune frane fino a raggiungere il canalone del Rio de Raudelin: lo si risale attraversandolo in corrispondenza di una deviazione bollinata sulla destra. L'ultimo tratto risulta molto faticoso fino al collegamento con la cresta che porta in vetta.